# Katastrofa lotu South African Airways 295
Katastrofa lotu South African Airways 295 miała miejsce 28 listopada 1987 na Oceanie Indyjskim w rejonie Mauritiusa. Samolot Boeing 747, na pokładzie którego w trakcie lotu wybuchł pożar, uderzył w wodę około 8 minut po północy. Zginęło 140 pasażerów i 19 członków załogi.

## Samolot
Boeing 747, który uległ wypadkowi, był samolotem pasażersko-towarowym (model 747-244B Combi). Nazwano go Helderberg – od rejonu w południowej części RPA, słynnego z winnic.

## Lot
Helderberg wystartował w swój ostatni lot z Portu Lotniczego im. Czang Kaj-szeka w Tajpej na Tajwanie. Trasa lotu do Johannesburga wiodła głównie ponad Oceanem Indyjskim – kraje afrykańskie w większości, w proteście przeciwko polityce rządu RPA, zamknęły przed liniami lotniczymi Republiki Południowej Afryki przestrzeń powietrzną, co wymusiło wytyczenie tras biegnących głównie nad oceanami.
Samolot oprócz pasażerów zabierał również ładunek towarowy; w sumie na pokład załadowano łącznie 47 ton bagaży i ładunku. Podczas załadunku w Tajpej przeprowadzono wyrywkową kontrolę ładunku; nie wykryła ona nic nietypowego.

## Wypadek
Podczas lotu załoga stwierdziła wybuch pożaru w części ładunkowej samolotu. Po podjęciu akcji gaszenia ognia, piloci postępowali zgodnie z listą kontrolną dla wybuchu pożaru na pokładzie. Lista kontrolna nakazywała otwarcie drzwi do kabiny i włączenie recyrkulacji powietrza, by powstające przy spalaniu gazy zostały wyssane na zewnątrz maszyny. Listy kontrolne zakładały jednak, że pożar ugaszono, co nie było w tym przypadku prawdą: ogień rozprzestrzeniał się nadal, a otwarcie drzwi kabiny umożliwiło większy dostęp tlenu do pożaru, co prowadziło do rozprzestrzeniania się ognia.
O 23:48 piloci skontaktowali się z wieżą kontrolną na Mauritiusie, zgłaszając dym na pokładzie i prosząc o zgodę na zejście na niższy pułap. Zgłosili również sytuację alarmową. Trzy minuty później powiadomili wieżę kontrolną o utracie zasilania przyrządów pokładowych i poprosili o zgodę na awaryjne lądowanie na Mauritiusie. Ostatni przekaz z samolotu zarejestrowano o godzinie 00:04. Cztery minuty później samolot roztrzaskał się w zderzeniu z powierzchnią Oceanu Indyjskiego. 140 pasażerów i 19 członków załogi zginęło na miejscu.

## Akcja poszukiwawcza
Na skutek braku zasilania przyrządów pokładowych, ostatnia pozycja Helderberga, jaką podali piloci, była błędna; spowodowało to, że akcję poszukiwawczą prowadzono pierwotnie zbyt blisko wybrzeży Mauritiusa. Gdy po kilkunastu godzinach od wypadku odnaleziono unoszące się na wodach szczątki samolotu, oddryfowały one dość znacznie od miejsca wypadku.
Marynarka Wojenna Stanów Zjednoczonych wysłała na pomoc stacjonujące na wyspie Diego Garcia samoloty P-3 Orion. Ocean Indyjski w miejscu wypadku miał głębokość około 5000 m; urządzenia emitujące sygnał dźwiękowy, mający ułatwić odnalezienie rejestratorów lotu po wypadku, nie były przystosowane do działania na takiej głębokości, co utrudniło odnalezienie wraku.
Przez dwa miesiące Marynarka Wojenna RPA prowadziła poszukiwania wraku na dnie oceanu za pomocą sonarów; gdy nie przyniosły one skutków, zwrócono się o pomoc do US Navy. Specjalistyczna ekipa, dysponująca sprzętem poszukiwawczym przystosowanym do pracy na dużych głębokościach, odnalazła szczątki po dwóch dniach poszukiwań. Szczątki zgromadzone były w trzech odizolowanych miejscach, co wskazywało, że samolot zaczął się rozpadać przed uderzeniem w wodę.

## Śledztwo
Badania rejestratora rozmów w kokpicie (Cockpit Voice Recorder), przeprowadzone w laboratoriach NTSB (National Transportation Safety Board) w Waszyngtonie, niewiele wniosły do ustalenia przebiegu zdarzeń: rejestrator przestał działać po 81 sekundach od zarejestrowania akustycznego alarmu informującego o pożarze, najprawdopodobniej na skutek przepalenia się przewodów zasilających. Oprócz tego, po miesiącach spędzonych na dnie oceanu, CVR był w złym stanie technicznym, co utrudniało śledczym odsłuchanie i m.in. sporządzenie stenogramu.
Rejestratora parametrów lotu (Flight Data Recorder) oficjalnie nigdy nie odnaleziono.
Główny śledczy, Ronnie Van Zyl, ustalił, że pożar rozpoczął się na przedniej prawej palecie z towarem; według manifestu pokładowego, zawierała ona komputery zapakowane w polistyren. Mały, lokalny pożar spowodował powstanie gazów, które nagromadziły się w przestrzeni towarowej samolotu i uległy zapłonowi, prowadząc do rozprzestrzenienia się pożaru.
Nie udało się ustalić, dlaczego wybuchł pożar. Początkowo rozważano hipotezę o zamachu: South African Airways były firmą rządową, jej biura na świecie bywały demolowane, w proteście przeciwko polityce wewnętrznej RPA. Jednak pomimo bardzo dokładnych badań, nie udało się odnaleźć śladów wskazujących na wybuch w przedziale towarowym.
Według ustaleń oficjalnej komisji rządowej pod przewodnictwem sędziego Cecila Margo, były dwie możliwe przyczyny samego wypadku: zatrucie załogi powstającymi w wyniku pożaru toksycznymi gazami i utrata kontroli nad samolotem, bądź naruszenie struktury statku powietrznego przez pożar, prowadzące do oderwania się ogona, utraty sterowności i rozpadnięcia się samolotu w powietrzu. Nie ustalono przyczyn wybuchu pożaru.

## Kontrowersje

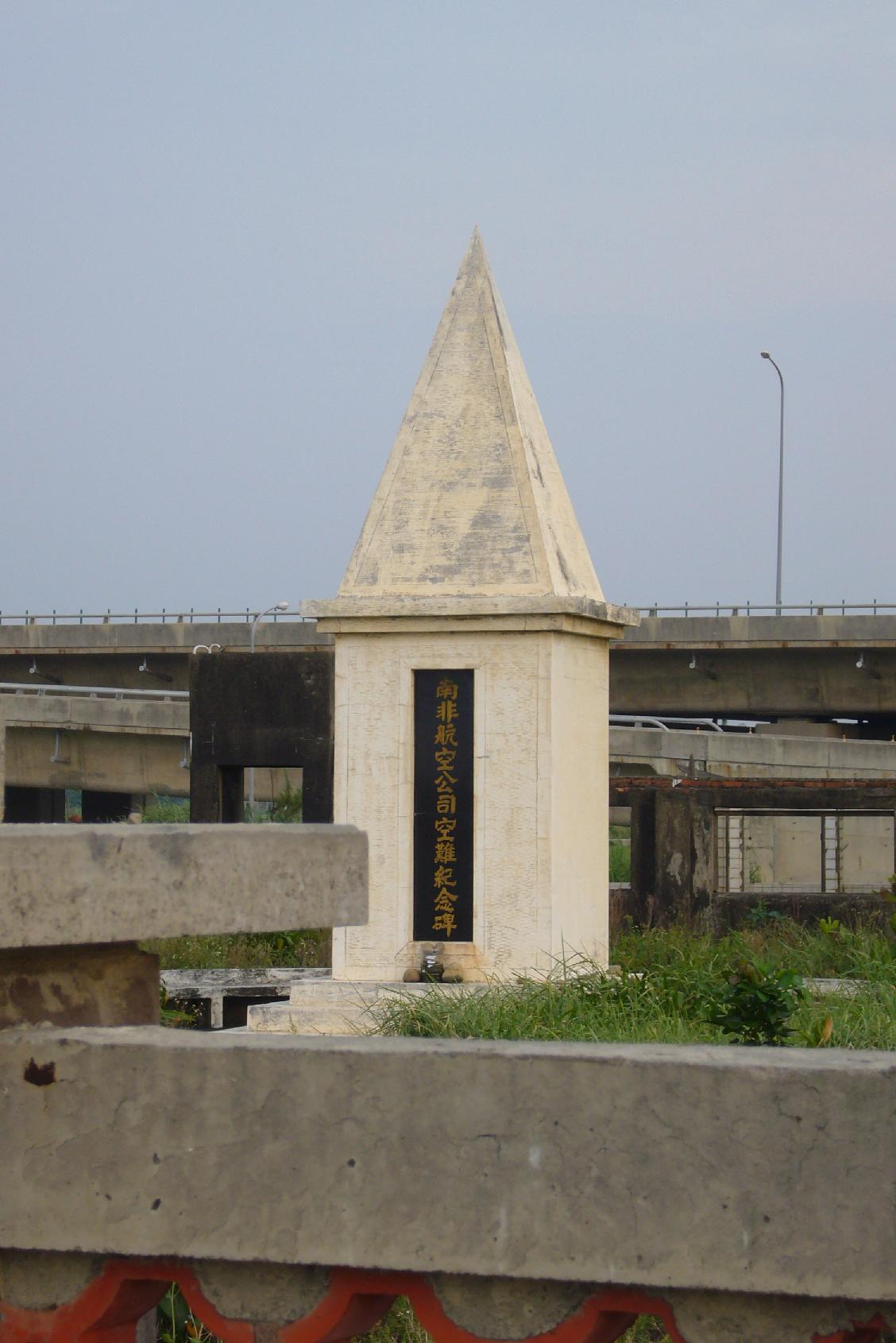
Cenotaf tajwańskich pasażerów lotu 295, ustawiony na lotnisku w Tajpej

Sprawa wypadku Helderberga powróciła w styczniu 1992. Ujawniono wtedy niektóre wyniki badań szczątków. Naukowcy badali m.in. wygląd tych części samolotu, przy których zaczął się pożar. Według badań, pożar przebiegał początkowo z gwałtownym iskrzeniem, spowodowanym wyrzucaniem drobnych, rozżarzonych cząstek o dużej szybkości. Dodatkowo, ustalono, że poszycie samolotu nad miejscem pożaru rozgrzało się do około 300 stopni Celsjusza, co wskazuje na bardzo dużą temperaturę samego pożaru (taka jest konieczna, by rozgrzać poszycie samolotu – nieustannie chłodzone z zewnątrz ciągłym obiegiem powietrza o temperaturze około -35 do -25 stopni Celsjusza). Wnioski, jakie naukowcy wyciągnęli z tych obserwacji, wskazywały, że pierwotne źródło ognia zawierało substancję o charakterze utleniacza. Żadna substancja oficjalnie obecna w przedziale towarowym nie zawierała niczego, co miałoby taki charakter, ani co mogłoby wywołać pożar o tak wysokiej temperaturze.
W czasie, gdy doszło do wypadku, RPA była w stanie wojny z Angolą i była objęta embargiem na wywóz broni i materiałów wybuchowych. Po ujawnieniu wyników badań szczątków, pojawiło się podejrzenie, że rząd RPA wykorzystywał samoloty South African Airways do przemytu objętych embargiem materiałów. Powstało wiele teorii spiskowych, włącznie z mało realistycznymi hipotezami o przemycie na pokładzie Helderberga tzw. czerwonej rtęci, bądź radzieckich pocisków rakietowych.
Śledztwo w sprawie wypadku wznowiono w 1996, na fali rozlicznych śledztw badających niewyjaśnione do końca incydenty z czasów apartheidu. Jedynym jednak wnioskiem, jaki wyciągnięto z badań tragedii lotu nr 295, było lakoniczne stwierdzenie, że nic, co oficjalnie znalazło się na pokładzie, nie mogło spowodować pożaru o takich rozmiarach i takich właściwościach. Śledztwa w sprawie wypadku nie kontynuowano, oficjalnie z powodów finansowych.
Wypadek Helderberga ukazała słabości w konstrukcji Boeinga 747 Combi. Pierwotne testy przeciwpożarowe samolotu przeprowadzono w uproszczonych warunkach, natomiast gdy po wypadku podczas lotu 295 przeprowadzono nowe testy, tym razem symulując warunki, jakie panowały na pokładzie Helderberga, okazało się, że w przypadku samolotu łączącego część pasażerską i transportową bardzo trudno jest zapewnić pasażerom bezpieczeństwo w razie pożaru w części towarowej. Federalny Urząd Lotnictwa opracował cały szereg koniecznych modyfikacji konstrukcji samolotu. Okazało się, że wprowadzenie w życie tych poprawek znacząco podnosi koszty produkcji i eksploatacji takiej maszyny; w rezultacie Boeing zaniechał dalszej produkcji Boeingów 747 Combi.

## Obywatelstwo ofiar wypadku
| Państwo           | Pasażerowie | Załoga | Razem |
| ----------------- | ----------- | ------ | ----- |
| Południowa Afryka | 52          | 19     | 71    |
| Japonia           | 47          | –      | 47    |
| Tajwan            | 30          | –      | 30    |
| Australia         | 2           | –      | 2     |
| Chiny             | 2           | –      | 2     |
| Mauritius         | 2           | –      | 2     |
| Dania             | 1           | –      | 1     |
| Holandia          | 1           | –      | 1     |
| Korea Południowa  | 1           | –      | 1     |
| RFN               | 1           | –      | 1     |
| Wielka Brytania   | 1           | –      | 1     |
| Razem             | 140         | 19     | 159   |